# Парк Ибирапуэра
Парк «Ибирапуэра» (порт. Parque do Ibirapuera) — городской парк в округе Моэма города Сан-Паулу, Бразилия, площадью 1,4 км² (это второй по величине парк города). Его территория свободна для посещения и для проведения досуга, прогулок. Имеется конференц-центр. По функции и значению парк напоминает Центральный парк в Нью-Йорке.
Парк был открыт в 1954 году на 400-ю годовщину основания города; здания парка были спроектированы известным архитектором Оскаром Нимейером, а ландшафт — дизайнером Роберту Бурле Марксом.
Комплекс парка включает несколько зданий, в частности:
- Великий Маркиз (Grande Marquise), местоположение Музея современного искусства (MAM — Museu de Arte Moderna);
- Павильон Сицилло Матараццо (Pavilion de Cicillo Matarazzo), местоположение Музея современного искусства Университета Сан-Паулу (Museu de Arte Contemporânea da USP) и выставочного центра, который используется для проведения многих мероприятий, таких как биеннале искусства и Неделя моды Сан-Паулу;
- Павильон Маноэль да Нобреа (Pavilion de Manoel da Nóbrega) — до 1992 года выполнял функцию здания мэрии города;
- Павильон Лукас Ногейра Гарсес (Lucas Nogueira Garcez Pavilion), ранее «Выставочный дворец» (Palácio das Exposições), также известный как «Домик» (Oca), местоположение Музея Аэронавтики (Museu da Aeronáutica) и Фольклорного музея (Museu do Folclore);
- Павильон Армандо де Аррура Перейра (Pavilion de Armando de Arruda Pereira), местоположение Муниципальной компании обработки данных (Prodam — Companhia de Processamento de Dados do Município);
- Паласио-да-агрикультура (Palácio da Agricultura — «Дворец сельского хозяйства»), местоположение департамента транспорта города (Detran); сначала планировалось размещение здесь департамента сельского хозяйства;
- Планетарий и муниципальная школа астрофизики. Здание имеет вид летающей тарелки с куполом 20 м диаметра. Это был первый планетарий южного полушария. В планетарии изображается небо над Сан-Паулу. Профессиональные астрономы здесь рассказывают о главных созвездиях и движении небесных тел;
- Гимназия (Gymnasium);
- Вилла-де-Осос-бакалау (Villa de Osos Bacalao) или «музей чудес», популярное здание в форме сферы, известное тем, что его конструкция сбивала с толку многих архитекторов и инженеров;
- Японский павильон
- Монумент Бандейрас (Monumento às Bandeiras)
- «Аудиториу Ибирапуэра» (Auditório Ibirapuera), концертное здание, построенное по оригинальному проекту Нимейера;
- Обелиск Сан-Паулу, символ Конституционалистской революции 1932 года.

| Фотогалерея          |                                |                                          |          |
|                      |                                |                                          |          |
| Аудитория Ибирапуэра | Мост над одним из озер в парке | Музей современного искусства в Сан-Паулу | Парк Ока |

|                                                            |                                 |                    |                      |  |  |  |
|                                                            |                                 |                    |                      |  |  |  |
| Биеннале искусства в Сан-Паулу: Павильон Сицилло Матараццо | Аэрофотосъемка спортивной арены | Монумент Бандейрас | Музей афробразильцев |  |  |  |